# Palästinensischer Pfadfinderverband
Der Palästinensische Pfadfinderverband (arabisch جمعية الكشافة والمرشدات الفلسطينية, DMG Ǧamʿiyyat al-Kaššāfa wa-l-Muršidāt al-Filasṭīniyya, englisch Palestinian Scout Association (PSA)) ist die Vereinigung der Pfadfinderinnen und Pfadfinder in den Palästinensischen Autonomiegebieten. Die Verbandszentrale der Palästinensischen Pfadfinder sitzt in Ramallah im Westjordanland. Die PSA ist interreligiös, dem Verband gehören über 18.000 christliche und muslimische Mitglieder an.
Am 27. Februar 2016 erhielt der Palästinensischen Pfadfinderverband das volle Stimmrecht in der Weltpfadfinderorganisation (WOSM). Er wurde 2017 Vollmitglied der World Association of Girl Guides and Girl Scouts (WAGGGS).

## Geschichte
Mit der Entstehung des weltweiten Pfadfindertums entstanden auch arabische Pfadfindergruppen in Palästina. An der St. George’s School in Jerusalem wurde bereits 1912 mit der Pfadfinderarbeit begonnen. Palästinensische Pfadfinder nahmen 1929 am dritten World Scout Jamboree im Arrowe Park nahe Birkenhead und 1933 am vierten World Scout Jamboree bei Budapest teil. 1936 wurden palästinensische Pfadfinder im Zuge des Qassam-Aufstandes von den Kräften des Britischen Mandatsgebietes verfolgt.
Der PSA wurde die Mitgliedschaft in der Weltpfadfinderorganisation 1945 offiziell anerkannt. Im Zuge der Gründung des Staates Israel verlor der Verband 1948 das Mitgliedskriterium, dass ein Verband einem Staat zugeordnet sein muss und war somit nicht mehr Teil der WOSM.
2016 wurde der Status der Palästinensischen Autonomiegebiete von der WOSM durch einen Beschluss mit dem, eines souveränen Staates vergleichbarem festgelegt. Dies ermöglichte die Wiederaufnahme der PSA in die WOSM 2016 und in die WAGGGS 2017.
Der PSA wurde die Verherrlichung antiisraelischen Terrors vorgeworfen, nachdem bekannt wurde, dass eine Ortsgruppe eine Veranstaltung nach einem palästinensischen Attentäter benannt hatte.

## Arbeit
Der Verband ist organisatorisch in vier Regionen gegliedert:
- Region Westjordanland (120 Ortsgruppen)
- Region Jerusalem (30 Ortsgruppen)
- Region Gaza (30 Ortsgruppen)
- Libanesische Region (30 Ortsgruppen im Libanon).

Die syrische Region wurde wegen des Bürgerkriegs in dem Land aufgelöst.